# Sobiemyśl
Sobiemyśl (do 1945 r. niem. Frankenberg, nazwa przejściowa – Franciszków) – osada w Polsce położona w województwie zachodniopomorskim, w powiecie gryfińskim, w gminie Gryfino.
W latach 1975–1998 miejscowość administracyjnie należała do województwa szczecińskiego.
Dawniej Sobiemyśl był folwarczną częścią majątku w Swochowie. W 1780 roku Joanna z domu von der Osten, wdowa po majorze Filipie von Borcke, zamieniła folwark w odrębny majątek nazywając go na cześć drugiego męża Frankenberg (obecna nazwa to Sobiemyśl, nadana na cześć pewnego rycerza pomorskiego z XII w.). Od 1853 r. majątek był w ręku rodziny Haberland. W 1856 r. majątek z gorzelnią liczył 3831 morgów.
We wsi znajduje się świetlica Gryfińskiego Domu Kultury.
Na wschód od Sobiemyśla przebiega droga ekspresowa S3.